# رهبر (موسیقی)

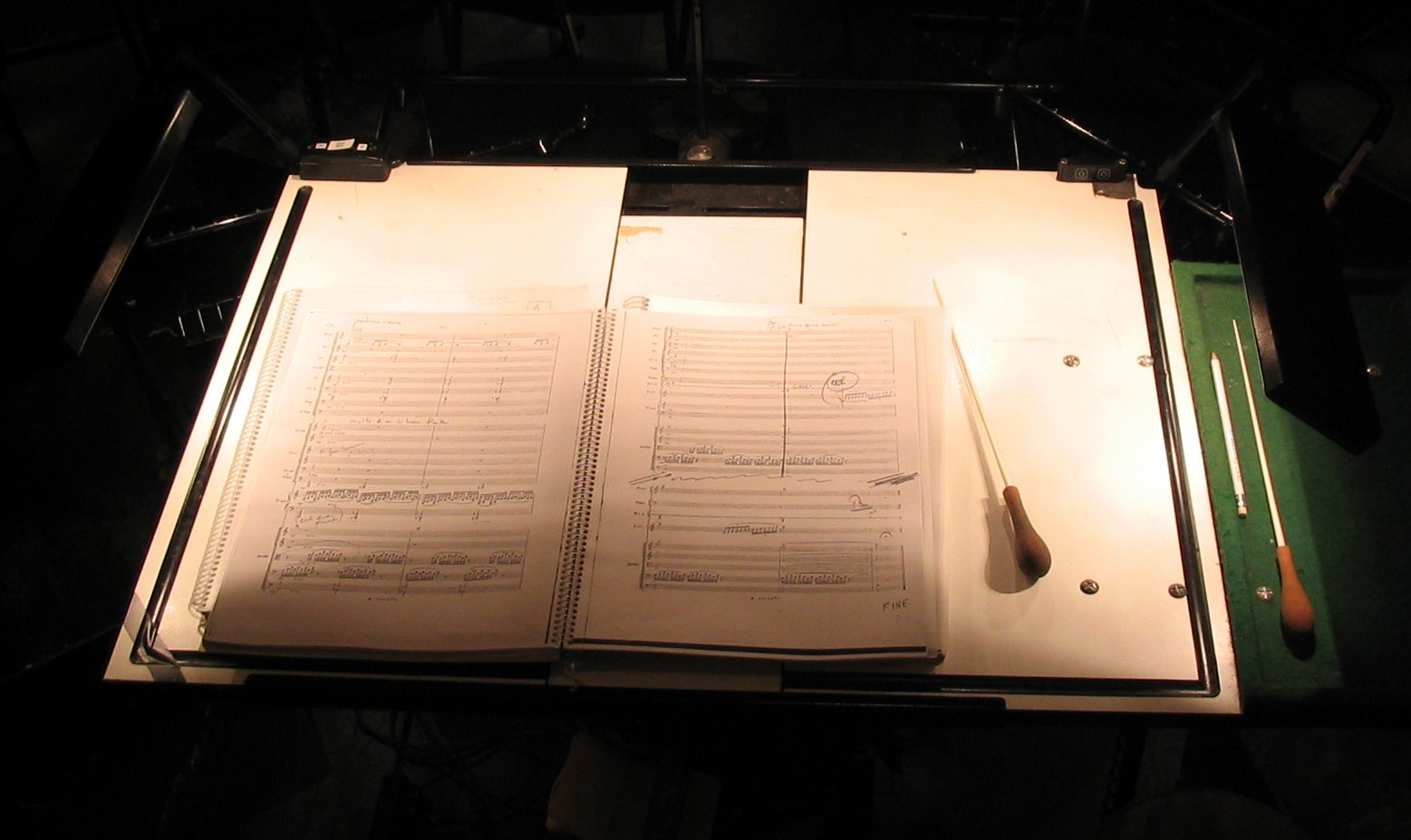
پارتیتور و باتون، چوب مخصوص رهبری ارکستر

رهبر (به انگلیسی: conductor) فردی است که در اجرای موسیقی، نقش هدایت ارکستر یا گروه نوازندگان و نحوهٔ اجرای موسیقی را بر عهده دارد. به هنر هدایت و راهنمایی گروهی از اجراکنندگان موسیقی (خوانندگان، نوازندگان یا هر دو) رهبری (conducting) می‌گویند.

## تعریف
ارکسترها، گروه‌های کر و سایر گروه‌های موسیقی معمولاً دارای رهبر هستند. فرمان چگونگی اجرای یک اثر موسیقی از طریق اشارات و حرکات بدنی رهبر ارکستر که به صورت قراردادی متداول است به نوازندگان ارکستر منتقل می‌شود.
کار رهبر آن است که اجراکنندگان را از لحاظ ضرباهنگ، در اجرای یک آهنگ با نمودی درست، کامل و شایسته با یکدیگر هدایت کند. وانگهی رهبر می‌باید سازها یا صداهای گونه‌گون را به حالت تعادل درآورد، به نحوی که مثلاً هیچ فردی از گروه نوازندگان یا خوانندگان درجه و میزان ساز یا صدای خود را در ارتباط با سایر نوازندگان یا خوانندگان بسیار بلند یا بسیار کوتاه عرضه ندارند.
قصد و هدف مقدماتی یک رهبر ارائه آهنگی است که آن را به‌عنوان واحدی کل و متحد بازشناسند و تا حد امکان آن را با اهداف و مفاهیم ذهنی رهبر هماهنگ سازند.
از بزرگترین و مشهورترین رهبران ارکستر جهان می‌توان از: هربرت فون کارایان، کلودیو آبادو، لئونارد برنستاین، دانیل بارنبویم، آرتورو توسکانینی و زوبین مِهتا نام برد.

## تاریخچه
تا اوایل سده نوزدهم، رهبری مستقل و جدا از گروه نوازندگان یک ارکستر وجود نداشت. در عوض، یک نوازنده ویولن، ارگ‌نواز، یا نوازنده هارپسیکورد یا پیانو، درحالی‌که سهم خود را در ارکستر به اجرا درمی‌آورد، گروه نوازندگان را نیز رهبری می‌کرد.
نخستین رهبرانی که سازی را به هنگام رهبری نمی‌نواختند، خود آهنگسازانی بودند که در اواخر سده هفدهم، نوازندگان را در اجرای نقش‌هایشان هدایت می‌کردند.

## تکنیک‌های رهبری

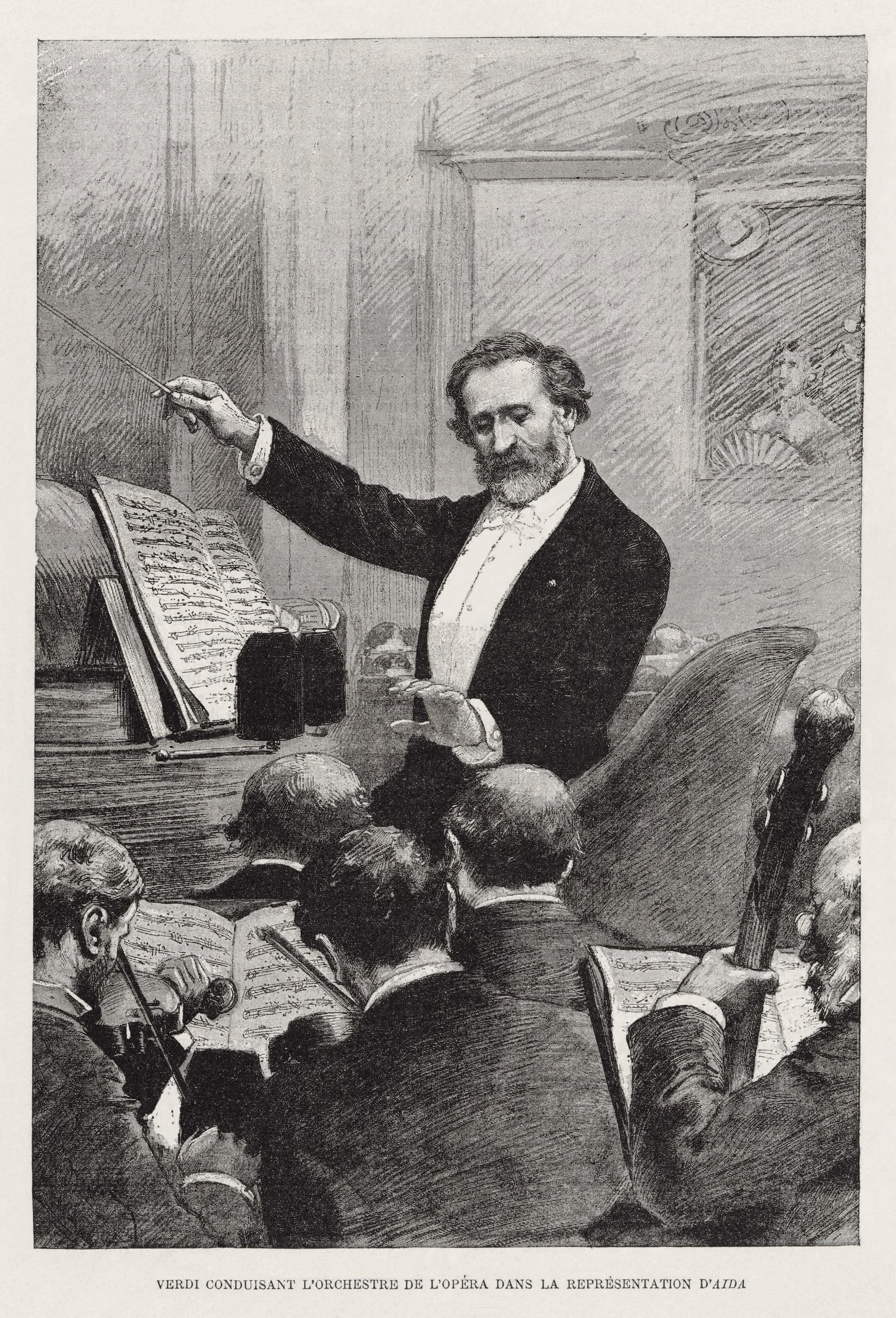
جوزپه وردی در حال رهبری اپرای آیدا، ۱۸۸۰

### نت خوانی
همیشه یک رهبر ارکستر در جلوی ارکستر قرار می‌گیرد و با در اختیار داشتن دفتر نتی که به نام پارتیتور معروف است، در جریان چگونگی و اجرای نت‌های سازهای مختلفی که در اجرای آن اثر شرکت دارند قرار می‌گیرد. هر آهنگساز که اثری برای ارکستر می‌نویسد، تمامی نت‌ها و توضیحات مربوط به آن اثر برای هر ساز را به ترتیب و استانداردی که وجود دارد در پارتیتور می‌گنجاند. پارتیتور برای اجرا و تمرینات در اختیار رهبر ارکستر قرار می‌گیرد. در پارتیتور ریزترین توضیحات مربوط به چگونگی اجرای آن اثر و دیگر اطلاعات قرار دارد که رهبر ارکستر با توجه به دانش رهبری ارکستر قادر به خواندن و تشخیص دادن تمامی این اصطلاحات می‌باشد و در زمان تمرین آن‌ها را برای نوازندگان نیز تفسیر می‌نماید.

### حرکت دست‌ها
برخی از رهبران در رهبری فقط دست‌های خود را در کار می‌گیرند، و دیگر رهبران باتون یا چوب میزانه را و برخی دیگر هر دو را. مضافاً آنکه رهبر ممکن است در رهبری از حرکات چهره، سر، و حتی تمامی بدن خود بهره گیرد تا خواسته‌هایش را به نوازندگان القا کند.

### ریتم و تمپو
جنبه اساسی رهبری ضرب و سرعت زمانی ریتم و ضربان متریک آن است که با دست راست یا به‌وسیله باتون مشخص می‌گردد. در واقع ریتم و ضربان ارکستر با حرکات باتون شکل می‌گیرد. به‌علاوه رهبر مدخل یا راه ورود سازها یا صداها را به تساوی، اختلاف‌های اندک و تفاوت‌های جزئی پویایی، تغییرات حالت، و دیگر جزئیات گونه‌گون اجرا را معلوم می‌دارد و نشان می‌دهد. رهبران امروزی بدین منظور حرکات دست (به‌ویژه دست چپ) و تمام بدن خود و همین‌طور حالت چهره خود را در کار می‌گیرند.
برای ایجاد هماهنگی در ریتم، سرعت و کنترل میزان‌ها، توجه همه اعضای ارکستر باید به دست رهبر باشد.
| میزان سه ضربی 3 4، 3 8 | میزان دو ضربی 6 8،2 4 | میزان چهار ضربی 4 | میزان 6 8 آهسته | میزان 5 8 آهسته | میزان 4 8 آهسته |
| ---------------------- | --------------------- | ----------------- | --------------- | --------------- | --------------- |
|                        |                       |                   |                 |                 |                 |

### نوانس
نوانس یا شدت صدا یکی دیگر از وظائف رهبری است که با حرکت دست در فضا شدت صدا را کنترل می‌کند. در این شیوه برای بالا رفتن صدا (کرشندو) از
حرکت دست (معمولاً با کف دست) به بالا و برای پایین آوردن صدا (دکرشندو) حرکت دست رو به پایین است. در این شیوه بستگی به سرعت و حجم موسیقی، حرکت دست ممکن است محدود یا گسترده باشد.

### اشاره
نحوه انتقال احساس موسیقی به نوازندگان، شروع کار نوازنده یا گروه نوازندگان پس از سکوت طولانی و تکنیک‌های مختلف اجرایی، از مواردی است که رهبر با نگاه و اشاره به آن‌ها منتقل می‌کند.
«اجرای آزاد» (Ad libitum) در واقع اشارتی از سوی رهبر به اجراکننده است تا به میل خود به یک ضرباهنگ یا ضرب مؤکد، بخشی را بر آهنگ بیفزاید یا از آن حذف کند. یا در یک کنسرتو بعد از یک «کادانس» (بخش تک نوازی بدون ارکستر) دستور شروع ارکستر را بدهد.

## نگارخانه

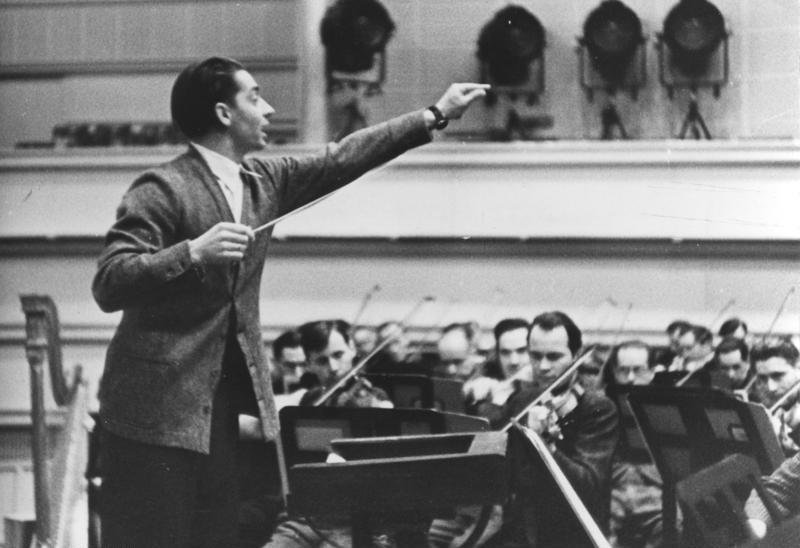
هربرت فون کارایان
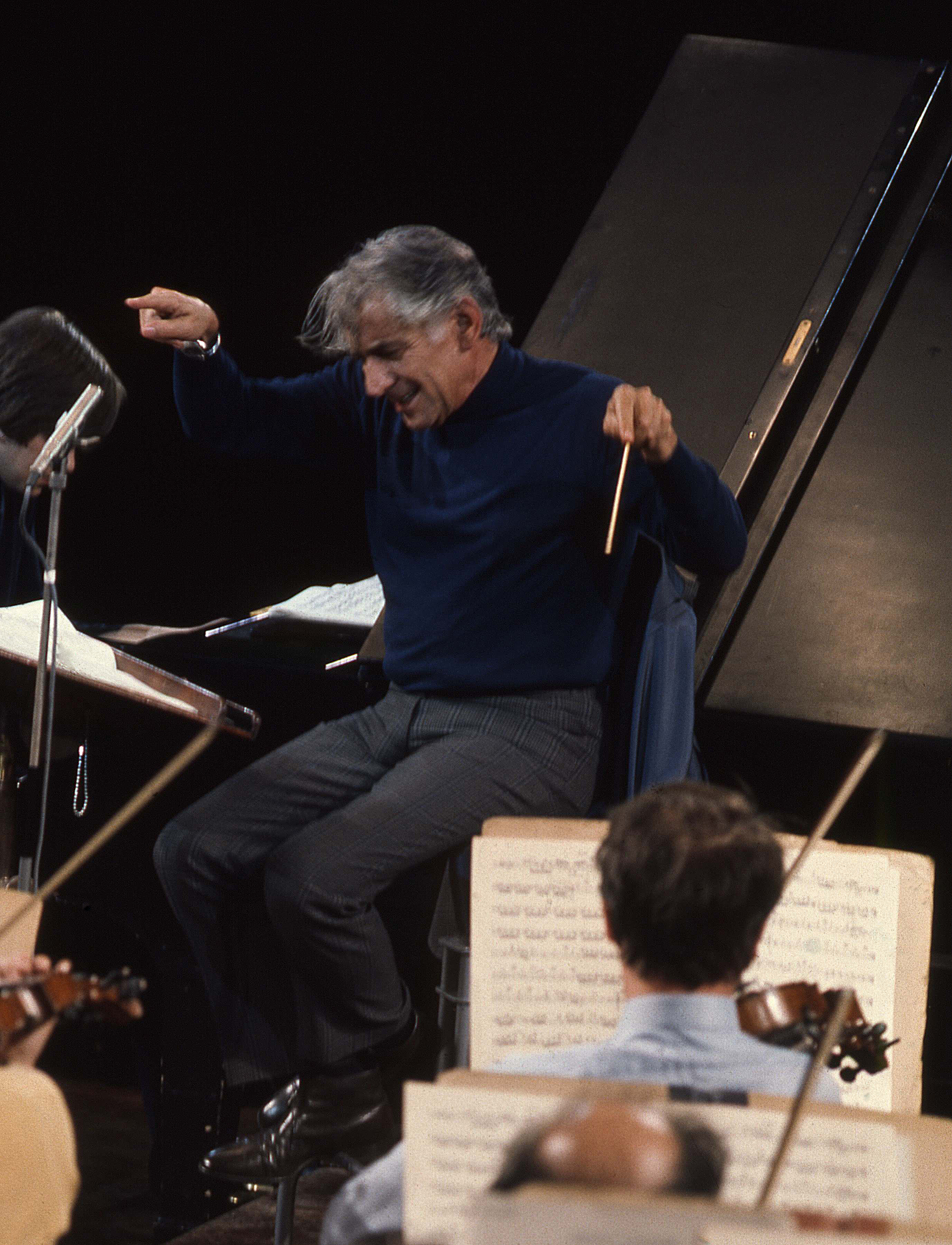
لئونارد برنستاین
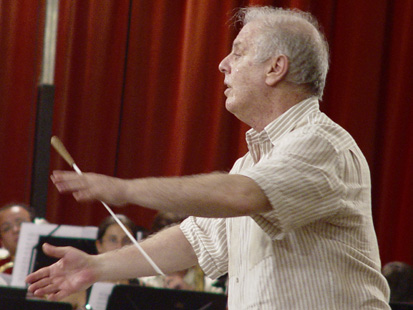
دانیل بارنبویم
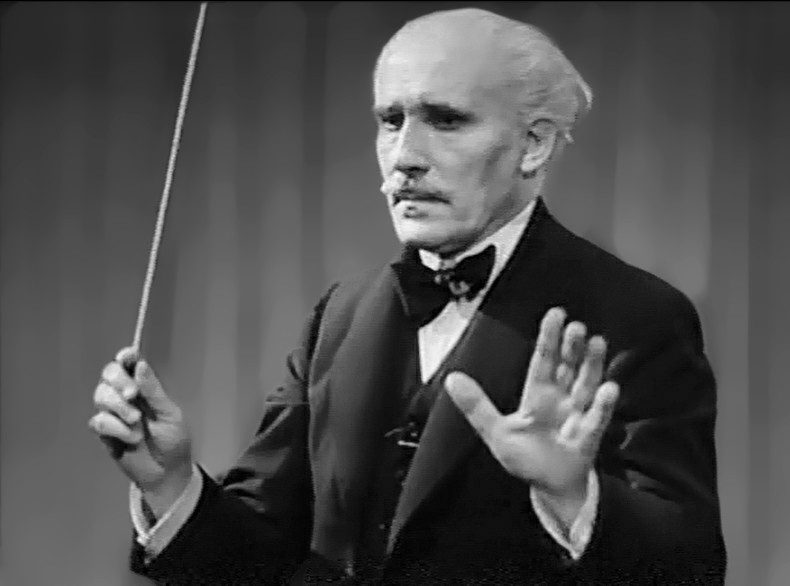
آرتورو توسکانینی
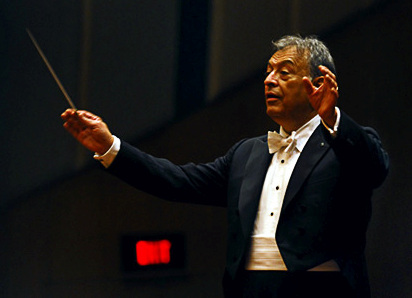
زوبین مِهتا